# Eotetranychus juniperus
Eotetranychus juniperus är en spindeldjursart som beskrevs av James P. Tuttle och Baker 1964. Eotetranychus juniperus ingår i släktet Eotetranychus och familjen Tetranychidae. Inga underarter finns listade i Catalogue of Life.